# Heliolonche cresina
Heliolonche cresina là một loài bướm đêm trong họ Noctuidae.